# Livio Loi
Livio Loi, né le 27 avril 1997 à Hasselt, est un pilote de vitesse moto belge.

## Statistiques

### Par saison
(Mise à jour après le  Grand Prix moto de la Communauté valencienne 2017)
| Sais  | Cat.  | Moto      | Course | Vict | Pod | Pole | M.tour | Pts | Class | Titre |
| ----- | ----- | --------- | ------ | ---- | --- | ---- | ------ | --- | ----- | ----- |
| 2013  | Moto3 | Kalex KTM | 15     | 0    | 0   | 0    | 0      | 8   | 22e   | -     |
| 2014  | Moto3 | Kalex KTM | 15     | 0    | 0   | 0    | 0      | 17  | 21e   | -     |
| 2015  | Moto3 | Honda     | 18     | 1    | 1   | 0    | 0      | 56  | 16e   | -     |
| 2016  | Moto3 | Honda     | 18     | 0    | 0   | 0    | 1      | 63  | 18e   | -     |
| 2017  | Moto3 | Honda     | 18     | 0    | 1   | 0    | 0      | 80  | 13e   | -     |
| Total |       |           | 76     | 1    | 2   | 0    | 1      | 224 |       |       |

### Statistiques par catégorie
(Mise à jour après le  Grand Prix moto de la Communauté valencienne 2017)
| Catégorie | Année | 1er GP   | 1er Podium | 1re Victoire | Courses | Victoires | Podiums | Pole | M.tours¹ | Points | Titres |
| --------- | ----- | -------- | ---------- | ------------ | ------- | --------- | ------- | ---- | -------- | ------ | ------ |
| Moto3     | 2013- | ESP 2013 | IND 2015   | IND 2015     | 76      | 1         | 2       | 0    | 1        | 224    | 0      |
| Total     | 2013- |          |            |              | 76      | 1         | 2       | 0    | 1        | 224    | 0      |

### Résultats détaillés
(Les courses en gras indiquent une pole position; les courses en italiques indiquent un meilleur tour en course)
| Année | Catégorie | Moto      | 1       | 2      | 3      | 4       | 5      | 6       | 7      | 8      | 9       | 10     | 11     | 12     | 13      | 14     | 15      | 16      | 17      | 18     | Position | Points |
| ----- | --------- | --------- | ------- | ------ | ------ | ------- | ------ | ------- | ------ | ------ | ------- | ------ | ------ | ------ | ------- | ------ | ------- | ------- | ------- | ------ | -------- | ------ |
| 2013  | Moto 3    | Kalex KTM | QAT     | AME    | SPA 15 | FRA 16  | ITA 25 | CAT Ab. | NED 23 | GER 22 | IND 14  | CZE 21 | GBR 19 | RSM 22 | ARA 15  | MAL 18 | AUS 18  | JPN 12  | VAL Ab. |        | 22e      | 8      |
| 2014  | Moto 3    | Kalex KTM | QAT 17  | AME 12 | ARG 4  | SPA Ab. | FRA 20 | ITA 19  | CAT 25 | NED 25 |         |        |        |        |         |        |         |         |         |        | 21e      | 17     |
| 2014  | Moto 3    | KTM       |         |        |        |         |        |         |        |        | GER Ab. | IND    | CZE    | GBR    | RSM     | ARA    | JPN     | AUS     | MAL     | VAL    | 21e      | 17     |
| 2015  | Moto 3    | Honda     | QAT Ab. | AME 25 | ARG 12 | SPA 13  | FRA 13 | ITA 14  | CAT 19 | NED 13 | GER 16  | IND 1  | CZE 18 | GBR 5  | RSM 12  | ARA 15 | JPN Ab. | AUS Ab. | MAL 19  | VAL 20 | 16e      | 56     |
| 2016  | Moto 3    | Honda     | QAT 8   | ARG 16 | AME 8  | SPA 17  | FRA 11 | ITA 16  | CAT 16 | NED 15 | GER 14  | AUT 10 | CZE 14 | GBR 20 | RSM 13  | ARA 18 | JPN 7   | AUS 5   | MAL 9   | VAL 15 | 18e      | 63     |
| 2017  | Moto 3    | Honda     | QAT 12  | ARG 6  | AME 15 | SPA 16  | FRA 16 | ITA 23  | CAT 25 | NED 21 | GER 7   | CZE 27 | AUT 4  | GBR 6  | RSM DNS | ARA    | JPN 19  | AUS 2   | MAL 4   | VAL 27 | 13e      | 80     |

- saison en cours

## Palmarès

### Victoires en Moto3: 1
| Année | Lieu du Grand Prix             | Circuit                     | Ville        |
| ----- | ------------------------------ | --------------------------- | ------------ |
| 2015  | Grand Prix moto d'Indianapolis | Indianapolis Motor Speedway | Indianapolis |